# ダレノガレ明美
ダレノガレ 明美（ダレノガレ あけみ、1990年（平成2年）7月16日 - ） は、ブラジル生まれの日本の女性ファッションモデル、タレント。YouTuberとしても活動していた。

## 略歴

### 生い立ち
1990年、ブラジルサンパウロで生まれ、ブラジル国籍と日本国籍も有す。本名の「福住・ダイアナ・明美・ダレノガレ」は、「クルミの林からやってきた月の女神・福住明美」という意味を持つ。1991年、実父、実母、実兄と共に1歳の時に日本に移住。父親は日系ブラジル人、母親タニアはイタリア人。3歳になる前に実父母が離婚した。1993年、3歳の時に実母が、造園業を営む日本人男性と再婚した。姉 が幼少期に実父から虐待されていたことを後に告白している。
2002年、小学校6年生時にアイドルグループ「モーニング娘。」の第6期のオーディションに応募するが、書類審査で不合格。2005年、中学校3年生の時に再びモーニング娘の第7期のオーディションに応募するが、前回同様に書類審査で不合格。2009年、立花学園高等学校を卒業。高校卒業後にはアパレル業界勤務や歯科助手などを経験した。また、デビュー当初はカラオケ店で深夜の清掃の仕事をしていたこともある。髪型や友人との付き合い、異性との交際など、私生活に対しても所属事務所から厳しい制限が入った。

### モデルとしての経歴
7歳の時からモデルになることを夢見るようになり、失恋をきっかけにモデルを本格的に目指すようになった。2012年5月、『JJ』でモデルデビュー。2015年8月発売の『JJ』10月号で、同誌の専属モデルを卒業した。9月17日発売の『Happie nuts』11月号で女性誌初表紙を飾った。
2012年10月に、TBSのテレビ番組『サンデー・ジャポン』に出演。以降、様々なバラエティ番組に出演するようになった。
2024年7月22日、12年間在籍した芸能事務所「LIBERA」を退社し独立したことを発表。新たに「株式会社QUEEN」を設立し社長に就任したことを明らかにした。

## 人物
特技は野球、ソフトボール、短距離走（50メートル走で6秒8の記録を持つ）、ポルトガル語。中学生時代はソフトボール部所属で、ポジションは捕手。全国大会に出場している。当時の髪型はスポーツ刈りで、身長159cm・体重60kgと「ドカベン体型」であった。また中学3年生のピーク時には、体重が68kgであったことを告白している。有吉弘行にTwitterで「明美ヘップバーン」とあだ名をつけられ、気に入った様子を見せる。また、スピードワゴンの小沢一敬には、包み隠さずズバズバ言うことから「ゲスノガレ」と愛称を付けられ、本人も喜んだ。
タメ口キャラとして知られているが、あくまでもキャラでタメ口を話した後は必ず謝りに行き、プライベートでは敬語を使っているという。しかし2015年2月5日に出演したバラエティ番組『水曜日のダウンタウン』（TBSテレビ）で「年下のADにタメ口で話されたり名前を呼び捨てにされても怒らないかどうか」と言う企画で、自分のイメージに合わせるように意図的に編集されたようなオンエア映像を視て「ショック過ぎる」などと不満を話していた。
勉強が大の苦手。お笑いバラエティ番組『めちゃ×2イケてるッ!』（フジテレビ）のコーナー「抜き打ちテスト」において、5教科全てにおいて珍回答を連発して最下位(とにかく明るいバカ)となった。総合得点はバカ世界新の元木大介を下回る史上最低点となり、特に理科にいたっては100点満点中1点という、科目別歴代最下位をも記録した。
小学4年生の頃、円形脱毛症になったことを告白している。当時、年の離れた姉が子どもを出産した際、家族がその子に夢中になってしまい、ダレノガレは子ども心に「自分は捨てられたんだ」と悩んで円形脱毛症になってしまったという。さらに、最終的に症状は頭の半分ほどまで広がってしまい、カツラを着けていた。しかし、中学生になって脱毛症の原因は「自分の弱さ」だと気づき、気持ちを強く持つことで、中学3年生のときには完治したと語っている。
マグロ説があったが、2016年6月16日放送のラジオ番組『木曜JUNK おぎやはぎのメガネびいき』で、マグロ説を否定し、次の日声出なくなるぐらい声をだし自らベッドで激しく動くと主張し、潮吹き経験があることも伝えた。
私生活は贅沢であり、2017年7月中旬に家賃が最低でも月130万円する高級マンションに引っ越したことを週刊誌が報道している。本人は200平米以上あることを認め、家賃月100万円超えであることも否定せず、さらに「でも、みんな普通でしょ？」とサラリと答え、まわりを驚かせた。他にも、食費は月に20万円程かけている事もトークバラエティ番組『ダウンタウンDX』（日本テレビ）出演時に公表した。その後、現在の年収は6,000万円以上あり、家賃が月130万円の3LDK、200平米のマンションに住んでいると番組で公表し、スタジオはどよめいていた。この高収入は、芸能活動だけでなく、香水やコンタクト、クレンズジュース、洋服などのプロデュース業もしているためとのこと。
2018年1月にブログで一眼レフカメラを買ったことを報告したところ、「初心者が買うカメラじゃない」「売る方も売る方だ」などと批判が殺到し、炎上したという。この件は2019年2月16日放送分の深夜バラエティ番組『ゴッドタン』（テレビ東京）で言及された。
2019年に芸能人の薬物使用騒動が多く見られたことについて、JOYが「半年なり1年に一度の薬物検査のルールを設けたらいい」と発言していたことに対し、「事務所側がやるべきだと思う」「関係者のみなさんに迷惑がかからないようにするべき」と賛同する反応を見せた。同年11月19日には所属事務所に全所属者の薬物検査実施を要望したことを報告している。
2020年5月7日、ネットニュース配信元の「AERA dot.」がダレノガレに薬物使用の事実があるような報道を行ったことに対し、虚偽の記事が掲載された経緯の説明と訂正謝罪記事の掲載を求める内容証明での警告書の送付を所属事務所から行ったことを明らかにした。「AERA dot.」は5月14日、謝罪文を掲載した。5月12日、ダレノガレは薬物使用の疑いを払拭するため毛髪検査を行った。同年5月31日のワイドショー番組『サンデージャポン』（TBSテレビ）に生出演し、「コカイン、覚せい剤、大麻などすべて陰性」との検査結果が発表された。6月2日、代理人を通じて「AERA dot.」編集部に毛髪薬物検査の「薬物鑑定証明証」の写真を提供し、これを踏まえた「AERA dot.」の6月4日の記事 を「しっかりとした訂正、謝罪記事」と評価した。
2023年7月26日、体調不良により休養していることを報告し、声が出ない状態で仕事のキャンセルが続いていることを明かした。

## 出演

### ランウェイ
- 東京ガールズコレクション：2012年秋冬[49]、2013年春夏[50]
  - in 名古屋（2012年）[51]

### バラエティ
- 内村とザワつく夜（2013年4月 - 2014年9月、TBSテレビ）レギュラー[52]
- THE HOUSE （MXテレビ） - スタジオMC [53]
  - first season（2015年10月 - 12月）
  - second season（2016年1月 - 3月 ）
- そんなコト考えた事なかったクイズ!トリニクって何の肉!?（朝日放送テレビ）- 準レギュラー
- 発見!タカトシランド（2019年6月21日、6月28日 - 北海道文化放送）- 「札幌・清田エリアでイイとこ探し！」「札幌・南郷18丁目駅エリアでイイとこ探し！」
- 上沼・高田のクギズケ!（読売テレビ） - パネラー（不定期出演）

### テレビドラマ
- 花咲くあした 第1話（2014年1月5日、NHK BSプレミアム）サラ 役
- 奪い愛、冬（2017年1月20日 - 3月3日、テレビ朝日）尾上礼香 役
- 法医学教室の事件ファイル 第47作（2020年5月24日、テレビ朝日）太賀レナ 役

### 映画
- 便利屋エレジー（2017年）鈴木由美子 役

### 配信ドラマ
- もうちょい、奪い愛 with 生ドラマ（2017年1月 - 2月 、AbemaTV） - 尾上礼香 役

### ウェブバラエティ
- 恋愛学部交流会 ラブ/キャンパス （2018年1月28日 - 3月25日、AbemaTV） - MC
- Love or Delete（2020年5月30日 - 6月27日、ABEMA） - MC[54]
- カイギ（2021年3月31日、4月7日、ひかりTVチャンネル＋）[55]

### イメージモデル
- Avail
- CANMAKE

## 受賞歴
- 第16回ベストスイマー賞[56]
- ネイルクイーン 2015・モデル部門（2015年）[57]
- 第6回スニーカーベストドレッサー賞 タレント部門（2023年）[58]
- 第6回 ベストフォーマルウェアアワード Kimono Queen（2024年）[59]